# Bir Lahmar (délégation)
Bir Lahmar est une délégation tunisienne dépendant du gouvernorat de Tataouine.
En 2004, elle compte 9 270 habitants dont 4 281 hommes et 4 989 femmes répartis dans 2 149 ménages et 2 687 logements.